# Тур'янчайський заповідник
Тур'янчайський заповідник (азерб. Türyançay Dövlət Təbiət Qoruğu)  створено в 1958 році на площі 12 630 га в Шекінському районі. Територія заповідника в січні 2003 року була збільшена до 22 000 га.
Основна мета створення заповідника — збереження і відновлення ландшафтних комплексів аридних лісів гірського хребта Боздага і обмеження гірських схилів, джерел ерозії.

## Флора і фауна
У заповіднику є 3 види ялівця: ялівець плакучий, Juniperus oxycedrus, Juniperus polycarpos. Також на територій заповідника росте  дуб грузинський,  гранат та інші породи дерев.
В заповіднику мешкають 24 види ссавців, 20 плазунів і 3 види земноводних.